# Heirani
 (janvier 2023).
Si vous disposez d'ouvrages ou d'articles de référence ou si vous connaissez des sites web de qualité traitant du thème abordé ici, merci de compléter l'article en donnant les références utiles à sa vérifiabilité et en les liant à la section « Notes et références ».
Heirani est un prénom polynésien d'origine paumotu qui peut se traduire par « Couronne céleste ». Étymologiquement, ce prénom vient de hei qui signifie « couronne » et rani qui est un mot dérivé de rangi qui signifie « ciel » en langue paumotu. Il est porté aussi bien par des garçons que par des filles. Son équivalent hawaïen est Leilani.

## Personnalités portant ce prénom
- Heirani Nouveau, président de la Chambre syndicale des métiers du génie civil[1].
- Heirani Soter, animateur du Festival international du film océanien[2].
- Heirani Temarono, boxeuse polynésienne[3].